# Quileutes
Cet article concerne le peuple quileute. Pour la langue quileute, voir Quileute.

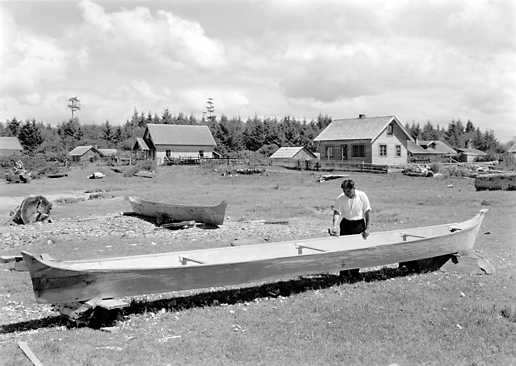
Ces grands canoës sont taillés à la main dans des rondins de cèdre par les Indiens Quillayute (Quileutes) à La Push.

Les Quileutes (prononciation : "kwilioute", non "kileute") sont un peuple amérindien de l'État de Washington aux États-Unis.

## Histoire
Le territoire de la tribu Quileute regroupe des terres situées dans le parc national Olympique avec un accès à l'océan Pacifique. Mais il n'inclut pas les terres longeant l'espace maritime de la frontière entre le Canada et les États-Unis. Ces terres sont plutôt celles de la tribu Makah.
À partir de 1950, une nouvelle politique du gouvernement consiste à favoriser l'installation des Amérindiens en ville pour diminuer les coûts de la politique d'assimilation par l'intermédiaire de réserves (largement voire totalement financées par l'État). Les foyers urbains majeurs d'habitation de ces tribus sont Everett, Seattle, Tacoma et, plus au sud, Portland. Il existe néanmoins des réserves secondaires sur les territoires originels quileute et makah et une réserve amérindienne principale pour les Yakimas, habitée toutefois d'une majorité de Nez-Percés. 

## Twilight
Dans la saga Twilight écrite par Stephenie Meyer, la tribu et les légendes quileutes ont une grande importance. La tribu vit dans la réserve de La Push. Le personnage de Jacob Black vit d'ailleurs dans cette réserve. Comme les autres membres de sa tribu, Jacob s'avère être un loup-garou, l'ennemi ancestral des vampires.